# 24607 Sevnatu
24607 Sevnatu è un asteroide della fascia principale. Scoperto nel 1977, presenta un'orbita caratterizzata da un semiasse maggiore pari a 2,3275331 UA e da un'eccentricità di 0,2322677, inclinata di 5,96845° rispetto all'eclittica.